# Microtus pinetorum
Microtus pinetorum es una especie de roedor de la familia Cricetidae.

## Distribución geográfica
Se encuentra al este de Norteamérica. 